# 阿普亚雷斯
阿普亚雷斯是巴西塞阿拉州的一个市镇。总面积565.1平方公里，总人口13625人，人口密度24.1人/平方公里。